# Meierhofplatz

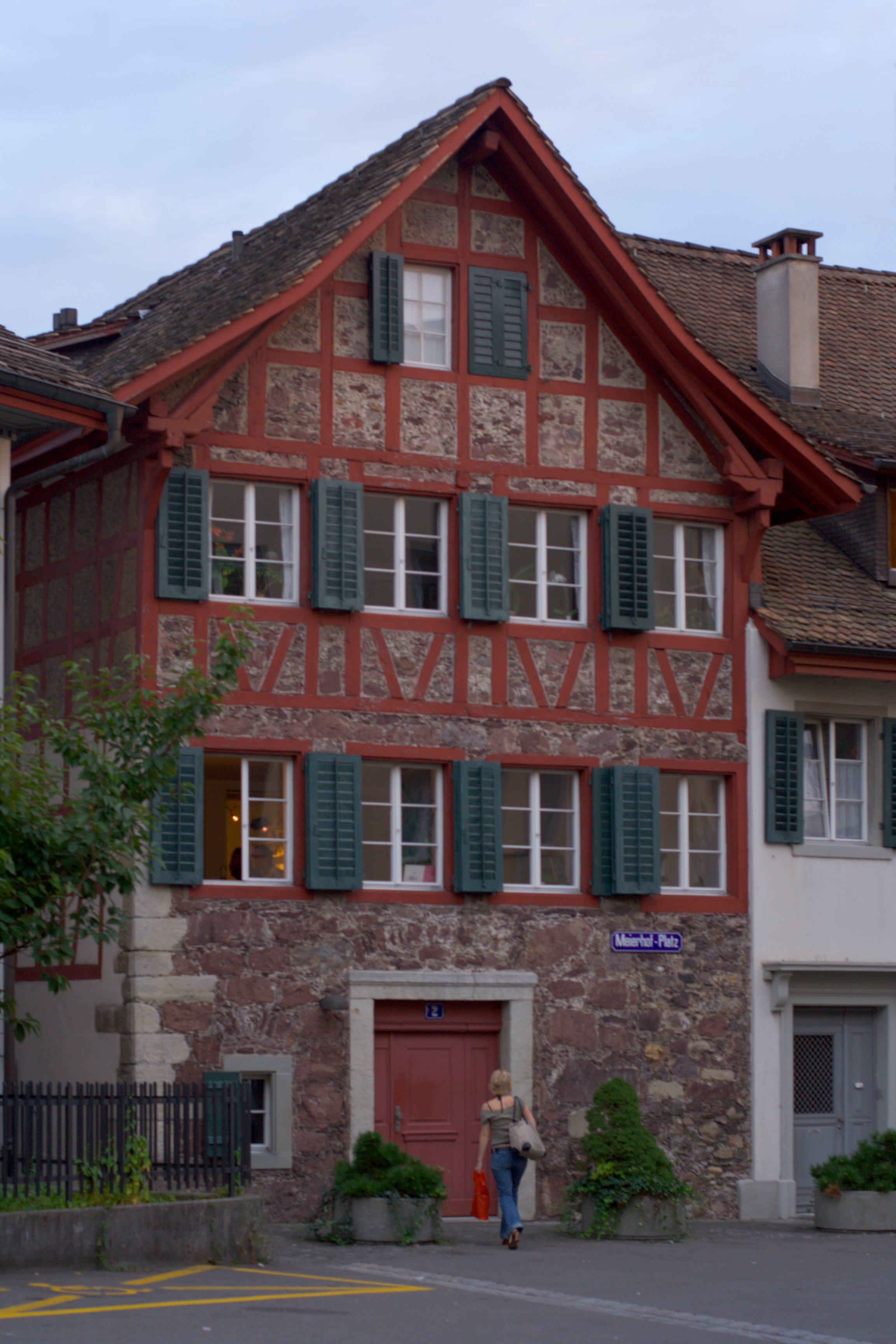
Riegelhaus am Meierhofplatz

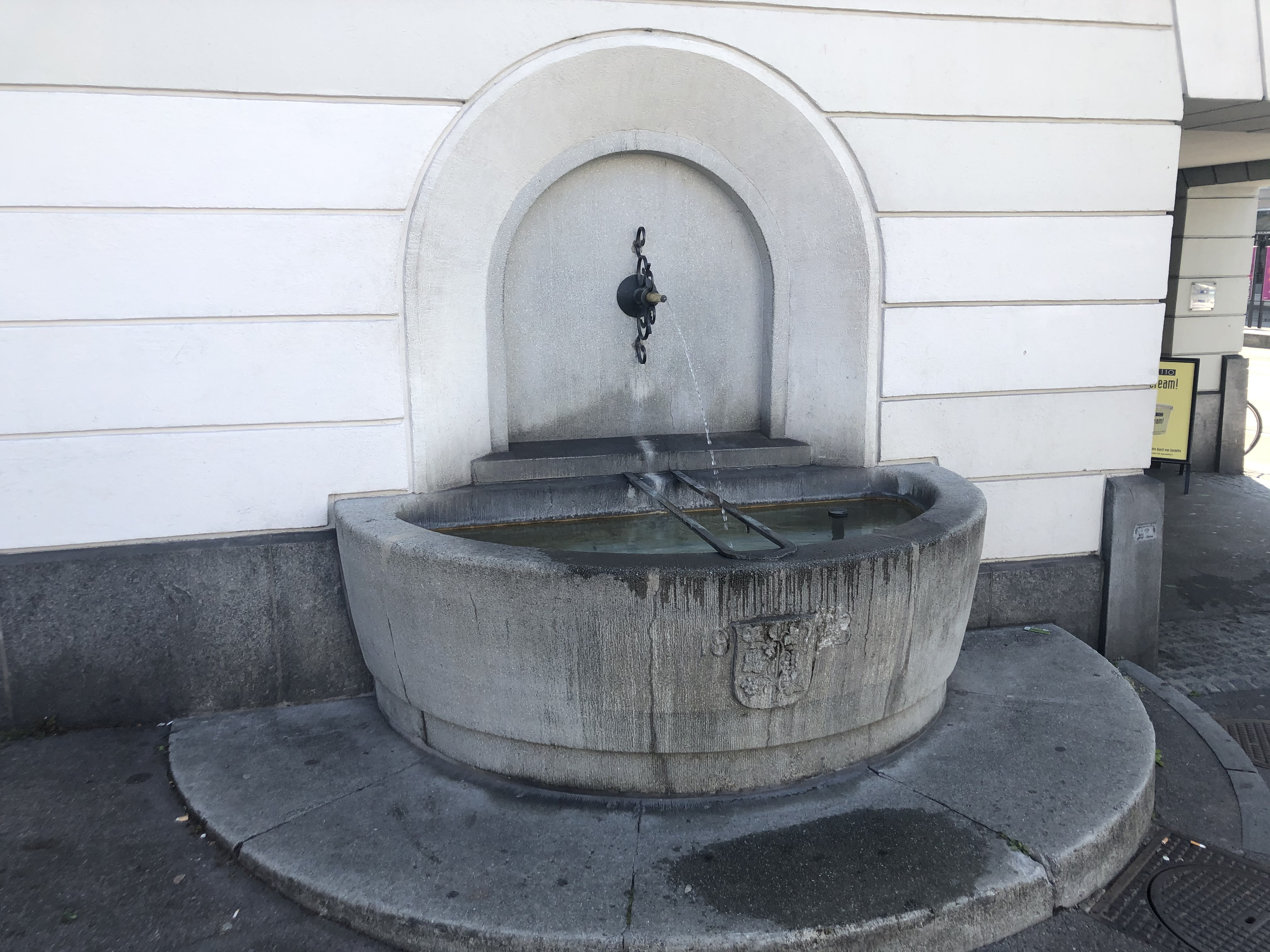
Brunnen am Meierhofplatz

Der Meierhofplatz ist ein zentraler Platz im Zürcher Quartier Höngg. Im näheren Umkreis des Platzes liegen der alte Dorfkern sowie das Zentrum des öffentlichen Lebens in Höngg mit den Grossverteilern, Post und Bankfilialen.

## Name
Der Name bezieht sich auf den Meierhof (Gehöft des Meiers) des Grossmünsterstiftes, der sich einst in der Nähe des Platzes an der Limmattalstrasse 117/119 befand.

## Verkehr
Der Meierhofplatz ist ein stark befahrener Verkehrsknotenpunkt an der Kreuzung der Regensdorfer-, Limmattal- und Gsteigstrasse. Mit den Haltestellen der Tramlinie 13 sowie der Buslinien 38, 46 und 80 ist der Meierhofplatz der wichtigste Umsteigeort des öffentlichen Verkehrs in Höngg.